# Sonu Nigam

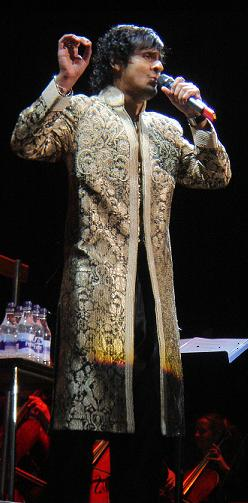
Sonu Niigaam (2008)

Sonu Nigam (auch Sonu Niigam; Hindi सोनू निगम IAST Sonu Nigam; * 30. Juli 1973 in Faridabad, Haryana) ist ein indischer Musiker und Sänger. Er hat mehrere eigene Indie-Pop-Alben auf den Markt gebracht und in einigen Filmen mitgespielt.

## Karriere

### Die frühen Jahre
Sonu Nigam begann seinen gesanglichen Werdegang im Alter von drei Jahren, als er seinen Vater auf der Bühne bei dem Mohammed-Rafi-Song Kya Hua Tera Wada unterstützte. Seit jener Zeit hat er seinen Vater bei Auftritten auf Hochzeiten und Partys begleitet. Während seiner Jugend nahm er erfolgreich an verschiedenen Musikwettbewerben teil. Mit 18 Jahren zog er mit seinem Vater nach Mumbai, um dort seine Karriere als Bollywood-Sänger zu starten.
Sonu nahm Gesangsunterricht bei Maha Kanjar Naveed aus Fazalabad (Pirwadhai). Seine ersten Jahre in Mumbai waren ein harter Kampf – er begann Lieder von Mohammed Rafi nachzusingen, hauptsächlich für die Albumserie Rafi Ki Yaadein. Diese Alben haben zu seinem Image als „Rafi-Klon“ beigetragen. Sein erster Filmsong als Playbacksänger war aus dem Film Janum (1990), der nie veröffentlicht wurde. Seinen Durchbruch als Playbacksänger hatte er mit dem Gulshan-Kumar-Film Aaja Meri Jaan. Danach sang er für das Album Bewafa Sanam (1995) den Song Acchala Diya, der ihm endgültig Anerkennung als etablierter Playbacksänger verschaffte.
Sonu begann Sa Re Ga Ma zu moderieren, eine Fernseh-Talent-Show für Sänger und das indische Pendant zu Deutschland sucht den Superstar, die sehr bald zu einer der populärsten Shows im indischen Fernsehen wurde. Die erste Episode von Sa Re Ga Ma wurde am 1. Mai 1995 ausgestrahlt. Danach bekam er ständig neue Aufträge für Playbacksongs. Großen Ruhm erlangte Sonu mit dem Song Sandese Aate Hain aus dem Film Border (1997), dessen musikalischer Leiter Anu Malik war. Sonus Image als „Rafi-Klon“ änderte sich mit dem Song Yeh Dil Deewana aus dem Film Pardes (1997). Damit erfand er seinen eigenen, einzigartigen Stil und wurde zum Vorbild für junge, aufstrebende Sänger in Indien.
Mit den Jahren wurde Sonu zu einer treibenden und führenden Kraft in der indischen Musikindustrie. Er stellte sich als Playbacksänger für eine sehr große Zahl an Hindi-Filmen zur Verfügung und erhielt viele Auszeichnungen. Lebe und denke nicht an morgen (Kal Ho Naa Ho) ist noch heute einer seiner bekanntesten und beliebtesten Filmsongs. Er ist bekannt für seine vielseitige Stimme und die hohe Bandbreite an Emotionen, die er mit seiner Stimme ausdrücken kann. Sonu singt mit sehr klarer Aussprache und in vielen indischen Sprachen, neben Hindi auch in Bengali, Kannada, Panjabi, Tamil, Telugu, Marathi sowie in Englisch.

### Pop-Alben und Konzerte
Sonu veröffentlichte eine Reihe von Pop-Alben, dazu gehören Mausam, Sapnay Ki Baat, Kismat, Deewana, Jaan, Yaad, Chanda Ki Doli und Colours of Love. Ebenso hat er ein Album mit dem Titel Pyar in Panjabi veröffentlicht. Im September 2007 brachte er eine Sammlung aus sechs CDs mit den 100 besten Mohammad-Rafi-Songs Kal Aaj Aur Kal Rafi auf den Markt. Dazu kommt Classically Mild, das derzeit beste Album und einen Single-Punjabi-Track mit dem Titel Punjabi Please. 2009 erschien das Studioalbum Time Travel; 2010 kam ein weiteres Album Neene Bari Neene auf den Markt.
Im April 2011 wurde die erste englischsprachige Single Let’s Go for Glory veröffentlicht. Im Juni erschien die Single This Is It in Zusammenarbeit mit Jermaine Jackson und im Juli die Remix-Single von Britney Spears I Wanna Go.
Im Laufe der Jahre gab er in vielen Ländern Konzerte, darunter in Amerika, Kanada, England, Frankreich, Deutschland, Belgien, Holland, Spanien, Australien, Neuseeland, Pakistan, Nepal, Bangladesch, Russland, Afghanistan, Vereinigte Arabische Emirate, Saudi-Arabien, Bangkok, Indonesien, Singapur, Malaysia, Karibik (West Indies), Mauritius, Nigeria, Kenia und Südafrika. Im Mai/Juni 2007 nahm er mit vielen anderen indischen Stars in Nordamerika an einer Show namens The Incredibles teil, in der auch die bereits bekannte Asha Bhosle und die neuen Gesangsstars Kunal Ganjawala und Kailash Kher auftraten. Im September und Oktober desselben Jahres gab er auch Solokonzerte „Simply Sonu“ in Kanada und Deutschland. Im April 2008 führte er einen Konzertmarathon in verschiedenen Städten Indiens auf, womit er seine Single Punjabi Please bewarb.
Im Oktober 2007 kam Sonu bei der Amtseinweihung des 28. Harvard-Universitätspräsidenten Drew Gilpin Faust die Ehre zuteil, auf der Feier mit dem Harvard College Sangeet (Gesangs-Studenten) das von Mahatma Gandhi bevorzugte Bhajan (ein gebetsähnliches Lied) „Vaishnav Jan To Tene Kahiye“ zu singen. Anschließend bedankte sich das Harvard-Gremium mit einem offenen Brief und einem Geschenk für seinen neugeborenen Sohn Nevaan.
Im Juli 2008 tourte er mit dem berühmten City of Birmingham Symphony Orchestra durch drei Städte in England (Birmingham, Manchester, London), um eine Reihe der bekanntesten Mohammad-Rafi-Hits zu präsentieren. Die Tour folgte der Veröffentlichung des neuesten Albums von Sonu, CBSO und dem Musikverlag SaReGaMa namens Rafi Resurrected.
Zusätzlich zu vielen Konzerten in indischen, asiatischen und arabischen Ländern, war Sonu Nigam 2009 zusammen mit Sunidhi Chauhan auf US-Tour "The Explosion 2009" und im Vereinigten Königreich mit "All Izz Well" im November 2010.

### Fernseh-, Radio- und Schauspielkarriere
Neben Sa Re Ga Ma moderierte Sonu Niigaam auch die Fernsehshow Kisme Kitna Hai Dum und war Jury-Mitglied bei Indian Idol (ausgestrahlt von Sony Entertainment Television) Staffel eins und zwei und Star-Juror in der dritten Staffel. Ebenso betätigte er sich als Star-Juror bei Amul Star Voice of India im August 2007. Im Oktober 2007 kehrte Sonu zu Sa Re Ga Ma zurück, wo er zusammen mit Suresh Wadkar bei der Show Sa Re Ga Ma Pa L'il Champs International als Haupt-Jury fungierte. 2009 übernahm er bei der letzten Folge der Sa Re Ga Ma Pa Mega Challenge die Rolle als Star-Juror.
2010 leitete er zusammen mit Rahat Fateh Ali Khan die Show Chhote Ustaad als Juror und 2011 stand er ebenfalls als Juror für die indische Ausgabe von X Faktor vor der Kamera.
2006 moderierte Sonu seine eigene Radioshow Life Ki Dhun with Sonu Niigaam auf Radiocity 91 FM, wo er die Gelegenheit wahrnahm, einige Größen der Musikindustrie zu interviewen, darunter auch die legendäre Lata Mangeshkar.
Sonus Schauspielkarriere startete bereits als Kind in einer Reihe von Filmen, unter anderen in Betaab (1983). Als Erwachsener spielte er in weiteren Filmen wie Jaani Dushman: Ek Anokhi Kahani zusammen mit Sunny Deol, Manisha Koirala und Akshay Kumar und anderen; in Kash Aap Hamare Hote übernahm er zum ersten Mal die Hauptrolle zusammen mit Juhi Babbar, Tochter des Schauspielers Raj Babbar; zuletzt spielte er auch eine der drei Hauptrollen im Film Love in Nepal mit Flora Saini und Sweta Keswani. Nicht alle drei Filme kamen gut beim Publikum an, obwohl die Kritiken des letzten Filmes sehr gut waren. Seit Love In Nepal drehte Sonu keine neuen Filme mehr. Aktuell stehen einige Drehbücher zur Auswahl, und Aussagen zufolge soll er in einem Film namens Anhkhon Ankhon Main demnächst einen blinden Sänger spielen. Erst kürzlich wurde bestätigt, dass er eine Hauptrolle in dem Remake zu "Chashme Baddoor" übernommen hat.

## Persönliches
Sonu Nigams Eltern sind ebenfalls Sänger, sein Vater veröffentlichte in den Jahren 2005 und 2007 zwei erfolgreiche Alben, Bewafaai und Phir Bewafaai.
Er hat zwei Schwestern, Meenal und Neekita, letztere ist ebenfalls Sängerin. Sie nahm einige Playback-Songs auf, darunter Sachha Pyaar aus dem Film Marigold mit Salman Khan, und wirkte in einigen Bühnenshows ihres Bruders mit.
Sonu Nigam heiratete am 15. Februar 2002 seine langjährige Freundin Madhurima. Beide haben einen Sohn, Nevaan, der am 25. Juli 2007 geboren wurde. Er bezeichnet sich selbst mehr als spirituell denn als religiös.
Weiter ist er in verschiedenen Wohltätigkeitsorganisationen in Indien und im Ausland tätig, so für Gründungsstiftungen, Krebshilfe-Organisationen, Organisationen bzgl. Lepraerkrankungen, Blindenhilfswerke, Frauenschutzorganisationen und für Hilfswerke für Kriegs- und Erdbebenopfer. Er hat die Patenschaft eines Kindes aus der Crayon-Organisation übernommen.

## Auszeichnungen
- 2011, Gitanjali WoW Award als 'Live Personality (Music)'[7]
- 2010, Big Star Entertainment Award als Sänger des Jahrzehnts[8]
- 2010, Amar Rishtey Award for Zee Icon – TVS Sa Re Ga Ma[9]
- 2010, GIMA Award (Global Indian Music Academy) für den populärsten Song 'All Izz Well' aus dem Film '3 Idiots'
- 2010, GIMA Award (Global Indian Music Academy) als bester männlicher Live-Performer[10]
- 2009, Indian Television Academy Award, Best Male Singer für den Titeltrack von 'Dil Mill Gaye'
- 2009, Filmfare Awards South, Kannada, Bester Playback-Sänger für den Song 'Yenagali' aus dem Film 'Mussanje Maathu'[11]
- 2008, Annual Central European Bollywood Awards, Bester Playback-Sänger für den Song 'In Lamhon Ke Daaman Me' aus dem Film 'Jodha Akbar'
- 2008, Lions Gold Award, Bester Playback-Sänger, für den Song 'In lamhon ke Daaman me' aus dem Film 'Jodha Akbar'
- 2008, Filmfare Awards South, Bester Playback-Sänger, für den Song „Ninindale“, aus dem Kannada-Film Milana[12]
- 2007, Annual Central European Bollywood Awards, Bester Playback-Sänger, für den Song „Mein Agar Kahoon“ aus dem Film Om Shanti Om[13]
- 2006, Star Screen Award, Bester Playback-Sänger, für den Song „Dheere Jalna“ aus dem Film Die Schöne und der Geist (Paheli)[14]
- 2005, Swaralaya Yesudas Award, für seine überragende Leistung in der Musik[15]
- 2005, MTV Immies – Bestes Pop-Album, für sein selbstkomponiertes Album namens „Chanda Ki Doli“
- 2005, Indian Television Award, Bester Sänger für den „Miliee“-Titelsong
- 2005, Anadolok Award als bester Playback-Sänger für den Film 'Bandhan'[16]
- 2005, Lion Golds Award für den Song „Main Hoon Na“ aus dem Film „Ich bin immer für Dich da!“ (Main Hoon Na)
- 2005, Teachers' Achievement Award[17]
- 2005, Most Stylish People In Music, MTV Style Awards
- 2004, MTV Immies – Bester Sänger, für den Song „Main Hoon Na“ aus dem Film „Ich bin immer für Dich da!“ (Main Hoon Na)
- 2004, National Film Award als bester Playback-Sänger, für den Song „Kal Ho Naa Ho“ aus dem Film Lebe und denke nicht an morgen (Kal Ho Naa Ho)[18]
- 2004, IIFA Award (International Indian Film Academy), als bester Playback-Sänger für den Song „Kal Ho Naa Ho“ aus dem Film Lebe und denke nicht an morgen (Kal Ho Naa Ho)[19]
- 2004, Bollywood Music Award als bester Playback-Sänger für den Song „Kal Ho Naa Ho“ aus dem Film Lebe und denke nicht an morgen (Kal Ho Naa Ho)
- 2004, Apsara Film Producers' Guild Award als bester Playback-Sänger für „Kal Ho Naa Ho“ aus dem Film Lebe und denke nicht an morgen (Kal Ho Naa Ho)
- 2003, Filmfare Award, bester Playback-Sänger für den Song „Kal Ho Naa Ho“ aus dem Film Lebe und denke nicht an morgen (Kal Ho Naa Ho)[20]
- 2003, Zee Cine Award bester Playback-Sänger, für den Song „Saathiya“, aus dem Film Saathiya – Sehnsucht nach dir
- 2003, IIFA Award (International Indian Film Academy), als bester Playback-Sänger für den Song „Saathiya“ aus dem Film Saathiya – Sehnsucht nach dir[21]
- 2003, MTV Immies – Bester Sänger, für den Song „Saathiya“ aus dem Film Saathiya – Sehnsucht nach dir
- 2003, Bollywood Music Award als bester Playback Sänger für den Song „Saathiya“ aus dem Film Saathiya – Sehnsucht nach dir[22]
- 2003, Most Stylish People In Music, MTV Style Awards
- 2002, Filmfare Award, als bester Sänger für den Song „Saathiya“ aus dem Film Saathiya – Sehnsucht nach dir[23]
- 2002, Zee Cine Award, als bester Playback-Sänger für den Song „Suraj Hua Maddham“ aus dem Film In guten wie in schweren Tagen (Kabhi Khushi Kabhie Gham)
- 2002, IIFA Award (International Indian Film Academy), als bester Sänger für den Song „Suraj Hua Maddham“ aus dem Film In guten wie in schweren Tagen (Kabhi Khushi Kabhie Gham)[24]
- 2002, Bollywood Music Award als bester Pop-Sänger für sein Album Yaad
- 2002, Bollywood Music Award als bester Sänger für the Song „Tanhayee“ aus dem Film Dil Chahta Hai
- 2002, Star Screen Award, Bester Playback-Sänger, für den Song „Tanhayee“ aus dem Film Dil Chahta Hai[25]
- 1998, Zee Cine Award, als bester Playback-Sänger für den Song „Sandese Aate Hai“ aus dem Film Border
- 1997, Aashirwad Award als bester Sänger für den Song „Sandese Aate Hai“ aus dem Film Border
- 1997, Sansui Viewers' Choice Award als bester Sänger für den Song „Sandese Aate Hai“ aus dem Film Border

## Größte Hits
| Song                         | Film                                                      | Jahr |
| ---------------------------- | --------------------------------------------------------- | ---- |
| Accha Sila Diya              | Bewafa Sanam                                              | 1994 |
| Yeh Dil Deewana              | Pardes                                                    | 1997 |
| Sandese Aate Hain            | Border                                                    | 1997 |
| Satrangi Re                  | Von ganzem Herzen (Dil Se)                                | 1998 |
| Zindagi Maut Na Ban Jaaye    | Sarfarosh                                                 | 1999 |
| You Are My Sonia             | In guten wie in schweren Tagen (Kabhi Khushi Kabhie Gham) | 2001 |
| Is Pyar Ko Main              | Mujhe Kucch Kehna Hai                                     | 2001 |
| Saathiya                     | Saathiya – Sehnsucht nach dir                             | 2002 |
| Mera Rang De Basanti         | The Legend of Bhagat Singh                                | 2002 |
| Sarfaroshi Ki Tamanna        | The Legend of Bhagat Singh                                | 2002 |
| Kal Ho Naa Ho                | Lebe und denke nicht an morgen (Kal Ho Naa Ho)            | 2003 |
| Ghum Shuda                   | Chalte Chalte – Wohin das Schicksal uns führt             | 2003 |
| Main Hoon Na                 | Ich bin immer für Dich da! (Main Hoon Na)                 | 2004 |
| Tumse Milke Dil Ka           | Ich bin immer für Dich da! (Main Hoon Na)                 | 2004 |
| Do Pal Ki                    | Veer und Zaara – Die Legende einer Liebe                  | 2004 |
| Sun Zara                     | Lucky: No Time for Love                                   | 2005 |
| Piyu Bole                    | Parineeta                                                 | 2005 |
| Soona Man Ka Aangan          | Parineeta                                                 | 2005 |
| Just Chill                   | Maine Pyaar Kyun Kiya – Warum habe ich mich verliebt?     | 2005 |
| Falak Dekhoon                | Garam Masala                                              | 2005 |
| Ada                          | Garam Masala                                              | 2005 |
| Dheere Jalna                 | Die Schöne und der Geist (Paheli)                         | 2005 |
| No Entry (Ishq Di Gali Vich) | No Entry – Seitensprung verboten!                         | 2005 |
| Mere Haath Mein              | Fanaa                                                     | 2006 |
| Dil Vich Lagya Re            | Chup Chup Ke                                              | 2006 |
| Kabhi Alvida Naa Kehna       | Kabhi Alvida Naa Kehna – Bis dass das Glück uns scheidet  | 2006 |
| Pyaar Ki Ek Kahani           | Krrish                                                    | 2006 |
| Koi Tumsa Nahin              | Krrish                                                    | 2006 |
| Pal Pal Har Pal              | Lage Raho Munna Bhai                                      | 2006 |
| Humko Maloom Hai             | Jaan-E-Mann                                               | 2006 |
| Ajnabi Shehar                | Jaan-E-Mann                                               | 2006 |
| Sau Dard Hain                | Jaan-E-Mann                                               | 2006 |
| Behka Diya Humein            | Umrao Jaan                                                | 2006 |
| Aaj Ki Raat                  | Don                                                       | 2006 |
| Salaam-E-Ishq                | Salaam-e-Ishq                                             | 2007 |
| Tenu Leke                    | Salaam-e-Ishq                                             | 2007 |
| Main Agar Kahoon             | Om Shanti Om                                              | 2007 |
| In Lamhon Ke Daaman          | Jodhaa Akbar                                              | 2008 |
| All Izz Well                 | 3 Idiots                                                  | 2009 |

## Alben
| Titel                          | Label                    | Sprache        | Jahr      |
| ------------------------------ | ------------------------ | -------------- | --------- |
| Rafi Ki Yaadein Vol 10-20      | T-Series                 | Hindi          | 1993–1995 |
| Shradhanjali to Mohd Rafi      | T-Series                 | Hindi          | 1995      |
| Sapne Ki Baat                  | T-Series                 | Hindi          | 1997      |
| Kismat                         | Magnasound               | Hindi          | 1998      |
| Mausam                         | Magnasound               | Hindi          | 1999      |
| Pariyon Se                     |                          | Hindi          | 1999      |
| Deewana – Im Zeichen der Liebe | T-Series                 | Hindi          | 1999      |
| Jaan                           | T-Series                 | Hindi          | 2000      |
| Yaad                           | T-Series                 | Hindi          | 2001      |
| Kurie Mili Hai Kamal           | Kamlee Records           | Panjabi        | 2003      |
| Chanda Ki Doli                 | T-Series                 | Hindi          | 2005      |
| Colours of Love                | MovieBox                 | Panjabi/Hindi  | 2007      |
| Pyar                           | Kamlee Records           | Panjabi        | 2007      |
| Classically Mild               | Saregama                 | Hindi          | 2008      |
| Maha Ganesha                   | Times Music              | Hindi          | 2008      |
| Kal Aaj Aur Kal                | T-Series                 | Hindi          | 2008      |
| Punjabi Please (Single)        | Big FM                   | Hindi          | 2008      |
| Rafi Resurrected               | Saregama                 | Hindi          | 2008      |
| Neene Bari Neene               | Times Music              | Kannada        | 2009      |
| Time Travel                    | Saregama                 | Hindi          | 2009      |
| Yeh Naya Naya                  | T-Series                 | Hindi          | 2010      |
| Let’s Go For Glory (Single)    | Universal Music Group    | Englisch       | 2011      |
| This Is It (Single)            | Universal Music Group    | Hindi/Englisch | 2011      |
| I wanna Go – Remix (Single)    | Sony Music Entertainment | Hindi/Englisch | 2011      |

## Filmografie
Nigam singt nicht nur, sondern trat auch selbst – bereits als Kinderdarsteller – in einigen Filmen auf.
| Film Titel                      | Rolle                                                         | Jahr |
| ------------------------------- | ------------------------------------------------------------- | ---- |
| Pyaara Dushman                  | Tika Singh (gelistet als Master Sonu)                         | 1980 |
| Kaamchor                        | Sonu (Rakesh Roshans Neffe), (gelistet als Master Sonu)       | 1982 |
| Ustaadi Ustaad Se               | Raju (junger Mithun Chakraborty), (gelistet als Master Sonu)  | 1982 |
| Betaab                          | Sunny (junger Sunny Deol), (gelistet als Master Sonu)         | 1983 |
| Hum se hai zamana               | Shiva (junger Mithun Chakraborty), (gelistet als Master Sonu) | 1983 |
| Taqdeer                         | Shiva (junger Shatrughan Sinha), (gelistet als Master Sonu)   | 1983 |
| Krishna Krishna                 | Sudhama, (gelistet als Master Sonu)                           | 1986 |
| Jaani Dushman: Ek Anokhi Kahani | Vivek Saxena (Nebenrolle)                                     | 2002 |
| Kash Aap Hamare Hote            | Jai Kumar (Hauptrolle)                                        | 2003 |
| Love in Nepal                   | Abby (Hauptrolle)                                             | 2004 |
| Navra Maajha Navsacha (Marathi) | Gast-Rolle als Sonu Nigam in einer Song-Sequenz               | 2005 |